# Bobkovišeň lékařská
Bobkovišeň lékařská (Prunus laurocerasus) je stálezelený druh slivoně rozšířený v oblastech okolo Černého moře, v jihozápadní Asii a jihovýchodní Evropě od Albánie a Bulharska přes Turecko až ke Kavkazu a severu Íránu.

## Jiné názvy

### České odborné názvy
Podle údajů ČZU je správným českým názvem vavřínovec lékařský. Tento nejnovější český název ještě není rozšířen. Podle biolib.cz lze pro druh bobkovišeň lékařská použít i mnoho jiných synonym, jako například bobkotřešeň lékařská, střemcha bobková, střemcha vavřínová, višeň bobková.

### Vědecká synonyma
Podle eol.org jsou pro druh označený Prunus laurocerasus používána synonyma:
- Cerasus laurocerasus (L.) Loisel.
- Cerasus laurocerasus (L.) Dum. Cours.
- Cerasus laurocerasus (L.) Loisel.
- Laurocerasus officinalis M. Roem.
- Laurocerasus otinii Carrière
- Laurocerasus vulgaris Carrière
- Padus laurocerasus (L.) Mill.
- Prunus grandifolia Salisb.

## Popis
Tento stálezelený keř či středně vysoký strom běžně dorůstá výšky 5–15 metrů, výjimečně až 18 m. Kmen má průměr až 60 cm. Listy jsou tmavě zelené, kožovité, lesklé, dlouhé 10–25 cm a 4–10 centimetrů široké, s jemně zoubkovaným okrajem. Rozemnuté listy mohou vonět po drcených mandlích. Kvete na jaře, poupata se otevírají počátkem léta. Sladce vonící květy jsou uspořádané do vztyčených hroznů obsahujících 30–40 květů o průměru 1 cm s pěti krémově bílými okvětními lístky a četnými nažloutlými tyčinkami. Plodem je třešnička o velikosti 1–2 cm, na začátku podzimu černající.

## Pěstování
Bobkovišeň lékařská je rozšířená okrasná rostlina pěstovaná v zahradách a parcích mírného podnebního pásu. Je známo na čtyřicet kultivarů pěstovaných jako keře. Velmi dobře snáší řez a zmlazení. Je vhodná jako podrost, je možné ji použít do stálezelených kompozic pro zimní olistění. Je vhodná do skupin pro tmavé lesklé olistění. Jako solitéra není nijak výrazná. Zcela výjimečně je tvarována do živých plotů. Je vhodná do volně rostoucích širokých živých plotů, avšak na pravidelně stříhané živé ploty se s ohledem na růst a olistění příliš nehodí. Prospívá především na zastíněných a chráněných stanovištích a v suchých polohách. Na přímém slunci trpí jarním úpalem. Snáší exhalace. Preferuje propustné živné půdy, ale snese i jílovité půdy. Snáší kyselé i zásadité půdy. V Turecku, zejména na Černomořském pobřeží, se pěstuje v sadech, zahradách a čajových zahradách jako ovocná dřevina.

## Toxicita
Všechny části rostliny jsou jedovaté. Zejména semena a listy obsahují kyanogenní glykosid amygdalin, který se v zažívacím traktu rozkládá na jedovatý kyanovodík. Rozdrcené listy voní po hořkých mandlích. Tmavě červeno-černé plody bobkovišně se v Turecku po dozrání konzumují jako ovoce. Jedí se čerstvé nebo se z nich vyrábějí například sirupy a džemy. Zdá se, že zráním obsah nebezpečných látek v plodech klesá na bezpečnou úroveň. Je tedy třeba vyvarovat se konzumace nezralých plodů a pecek.   

### Příznaky otravy
Neklid, těžký dech, vrávorání, křeče, zklidnění a smrt. Otrava probíhá zvolna vzhledem k pomalému uvolňování kyanovodíku. Při rozpoznání příznaků existují vhodné protijedy jako manganistan draselný.